# Margherita Teresa d'Asburgo
Margherita Maria Teresa d'Asburgo (Madrid, 12 luglio 1651 – Vienna, 12 marzo 1673) era figlia del re Filippo IV di Spagna e della sua seconda moglie, Marianna d'Austria. Fu Imperatrice del Sacro Romano Impero come consorte di Leopoldo I. È nota soprattutto per essere la protagonista di Las Meninas, il più celebre dipinto di Diego Velázquez, che la ritrasse anche in altre tele.

## Biografia

### Infanzia

Diego Velázquez
Las Meninas, 1656.

Margherita Maria Teresa nacque il 12 luglio 1651 al Real Alcázar di Madrid, figlia primogenita di Filippo IV di Spagna e della sua seconda moglie, nonché nipote e cugina, Marianna d'Austria. Infatti, quest'ultima era figlia dell'imperatore Ferdinando III, primo cugino di Filippo, e di Maria Anna di Spagna, sorella di Filippo.
Dal matrimonio di Filippo IV e di Marianna, vantaggioso da un punto di vista politico ma geneticamente disastroso e saturo di conseguenze negative per la discendenza, erano nati sei figli. Tuttavia, solo due raggiunsero l'età adulta, Margherita, la maggiore, e l'ultimogenito, nonché erede al trono, Carlo.
A differenza del fratello minore, afflitto da numerose patologie e deformità (in particolare caratterizzato da un grave prognatismo), l'infanta Margherita soffrì molto meno delle conseguenze derivanti dalla consanguineità dei genitori: per quanto delicata di salute, il suo aspetto era quello di una bambina normale. Vivace e graziosa, descritta dai suoi contemporanei come «un piccolo angelo», Margherita fu la figlia prediletta di re Filippo, che nelle proprie lettere si riferiva a lei chiamandola "mia gioia" (mi alegría).
La bambina crebbe nell'Alcázar, negli appartamenti noti come il Cuarto de la Reina, segregata come un gioiello prezioso e circondata da una corte personale di nobildonne e domestiche. 

Il più celebre dipinto di Diego Velázquez, Las Meninas, realizzato nel 1656, raffigura l'infanta Margherita all'età di cinque anni, mentre assiste a una seduta di posa dei suoi genitori, circondata dal suo seguito di damigelle e buffoni. Velázquez ebbe modo di dipingere la bambina numerose volte e i suoi ritratti testimoniano la sua crescita: alcuni di questi, oggi conservati nel Kunsthistorisches Museum di Vienna, furono inviati alla corte dell'imperatore Leopoldo I affinché potesse veder crescere la sua presunta futura sposa (ufficialmente non erano fidanzati né erano intercorsi accordi formali).

### Nozze

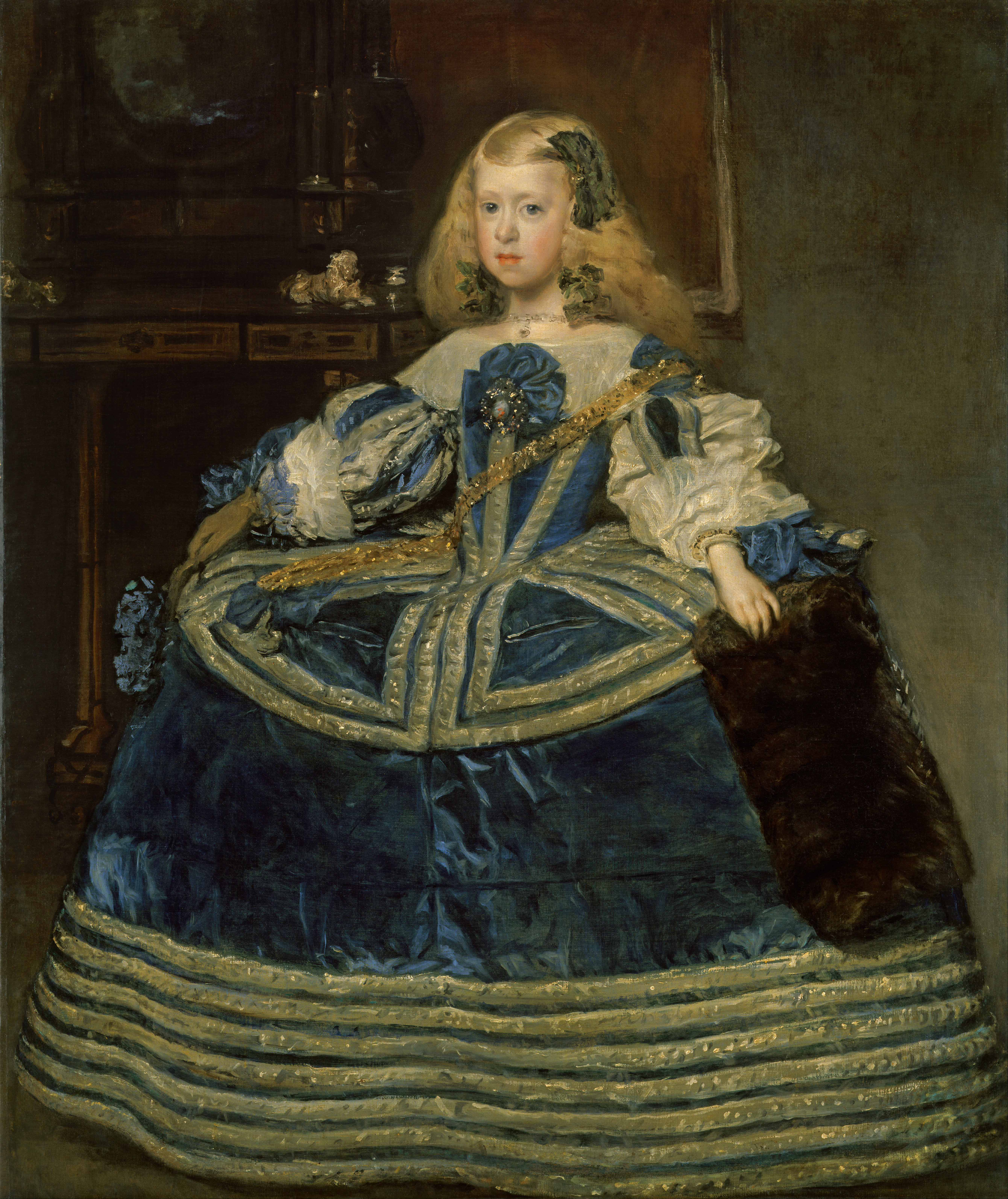
Diego Velázquez,
L'infanta Margherita in abito azzurro, 1659.

Margherita rappresentò per gli Asburgo di Spagna un'importante pedina per la sopravvivenza del regno stesso: nell'eventualità della morte del fratello, infatti, secondo il testamento di Filippo IV, il trono avrebbe potuto essere ereditato anche da un'infanta e dalla discendenza asburgica femminile. A differenza di altri regni, in Spagna le infante potevano ereditare il trono in mancanza di una discendenza maschile, ma la norma prevedeva che, in caso di matrimonio con un monarca straniero, rinunciassero ai loro diritti. Poiché la figlia di primo letto di Filippo IV, Maria Teresa, al momento delle sue nozze con Luigi XIV nel 1660 aveva dovuto rinunciare ufficialmente ai suoi diritti sul trono spagnolo, Margherita era l'erede designata dopo suo fratello Carlo. Il conte di Fuensaldaña, ambasciatore spagnolo in Francia, suggerì che Margherita potesse sposare il re Carlo II d'Inghilterra. Tuttavia, Filippo IV respinse questa proposta, rispondendo che Carlo II d'Inghilterra dovrebbe cercare moglie in Francia.
Fin dalla nascita, secondo la consuetudine della Casa d'Asburgo, Margherita sarebbe stata destinata a sposare l'imperatore Leopoldo I, che era allo stesso tempo suo zio materno e cugino. Tuttavia, Filippo IV non volle mai concordare le nozze in termini ufficiali e cercò di rimandare il più possibile lo sposalizio della figlia, dal momento che le nozze con lo zio e il subentrante status di consorte dell'Imperatore del Sacro Romano Impero avrebbero impedito a Margherita di diventare regina di Spagna nel caso della morte del fratello. Mentre Filippo IV temporeggiava, Leopoldo I desiderava con sempre maggiore urgenza le nozze con l'infanta spagnola, dal momento che desiderava un erede e voleva accedere, per interposta persona della moglie, ai diritti sul trono spagnolo, nel caso della morte di Carlo II, in contrapposizione alle possibili richieste in merito da parte di Luigi XIV (molti anni più tardi queste contese dinastiche porteranno alla guerra di successione spagnola).
Con la morte di Filippo IV, avvenuta il 17 settembre del 1665, Leopoldo I pensò che l'ascesa alla reggenza di sua sorella Marianna avrebbe affrettato i preparativi di nozze, ma dovette aspettare ancora. La corte di Madrid temporeggiava, aspettando che il nuovo re Carlo II, un bambino estremamente debole e malato, mostrasse maggiori segni di una sua possibile sopravvivenza. Alla fine, dopo diversi mesi, le nozze vennero celebrate per procura il giorno di Pasqua, il 25 aprile del 1666, alla presenza di Carlo II e della reggente Marianna: l'imperatore era rappresentato dal duca di Medinaceli.
La nuova imperatrice partì con il suo seguito da Madrid il 28 aprile. Il 10 agosto, da Barcellona, scortata dalle galere dell'Ordine di Malta e dell'Ordine di Santo Stefano, messe a disposizione dal granduca di Toscana, l'imperatrice si mise in viaggio con destinazione Finale Ligure, dove sbarcò dieci giorni più tardi, accolta da don Luis de Guzmán Ponce de Leon, governatore di Milano. Il corteo imperiale ripartì il 1º settembre e il 15 l'imperatrice fece il suo ingresso ufficiale a Milano, dove sostò alcuni giorni nel palazzo reale. Dopo aver fatto tappa a Rovereto ed essere passata dal Tirolo, dalla Carinzia e dalla Stiria, il 25 novembre Margherita arrivò a Schottwien, a dodici leghe da Vienna, dove finalmente incontrò per la prima volta l'imperatore Leopoldo I. Il 6 dicembre l'imperatrice Margherita fece il suo ingresso solenne a Vienna e nell'Augustinerkirche l'arcivescovo di Praga, il cardinale Ernst Adalbert von Harrach, celebrò il matrimonio ufficiale. Da quel momento iniziarono i lunghissimi e celebri festeggiamenti delle nozze imperiali, da molti ritenuti i più splendidi e fastosi dell'epoca barocca. Nel complesso, i festeggiamenti di nozze durarono tutto l'inverno fino alla Quaresima.
In occasione del matrimonio fu appositamente composta da Antonio Cesti l'opera Il pomo d'oro, per il cui svolgimento Leopoldo fece costruire un teatro nel luogo dove sorge attualmente la Biblioteca Nazionale, accanto alla Hofburg di Vienna. L'allestimento dello spettacolo durò a lungo e fu messo in scena, spezzato in due parti, soltanto il 12 e il 14 luglio del 1668, in occasione del compleanno dell'imperatrice Margherita. L'opera, durata complessivamente nove ore e costata 100.000 fiorini, fu per molti anni oggetto di conversazione in tutta Europa e fu considerata «il più grande spettacolo del secolo», nonché l'apogeo dello spettacolarismo dell'opera barocca. Leopoldo stesso, musicalmente molto dotato, provvide a scrivere parte dell'opera per la sposa.
Durante il loro matrimonio, Margherita chiamò l'Imperatore "zio", mentre egli la soprannominò "Gretl" e nelle sue lettere personali si riferì a lei usando l'espressione Meine kleine Frau (La mia piccola sposa). Ella condivise l'interesse del marito per la musica. Il matrimonio si rivelò particolarmente armonioso e, nei sei anni della sua durata, l'imperatrice rimase incinta sei volte, partorì quattro volte e due volte abortì.

### Le gravidanze difficoltose

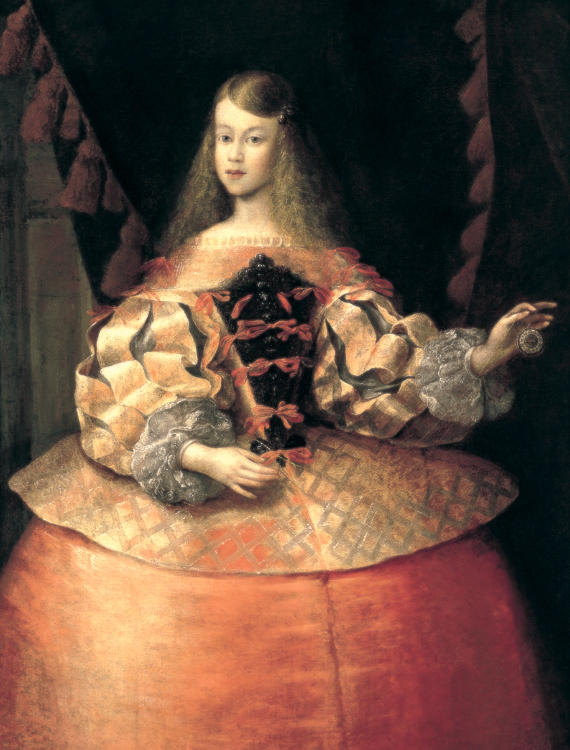
L'imperatrice Margherita
Francisco Ignacio Ruiz de la Iglesia ? (1666 ca)

Il primo figlio di Leopoldo I e di Margherita nacque il 28 settembre del 1667: un maschio e quindi erede al trono. La notizia fu subito divulgata in tutte le principali corti europee e due giorni dopo l'arcivescovo di Vienna in una cerimonia solenne battezzò il neonato con i nomi di Ferdinando Venceslao Michele Giuseppe Elzeario; il padrino era lo zio Carlo II di Spagna, la madrina l'imperatrice-vedova Eleonora. La nascita dell'arciduca ereditario austriaco e futuro Imperatore del Sacro Romano Impero fu celebrata in tutto l'impero, così come a Roma e Firenze, città strettamente legata agli Asburgo. Il 13 gennaio del 1668, però, Ferdinando morì, ancora prima di compiere quattro mesi.
Il 18 gennaio del 1669 l'imperatrice Margherita partorì per la seconda volta, dando alla luce una bambina, che fu battezzata Maria Antonia Giuseppa Benedetta Rosalia Petronella. Benché debole e fragile, Maria Antonia sarebbe stata l'unica dei suoi figli a sopravviverle. Tuttavia, la nascita di una femmina non poteva colmare il vuoto lasciato dalla morte di Ferdinando e quindi la coppia imperiale, nell'augurio di avere un erede maschio, compì un pellegrinaggio a Marienbad nel maggio dello stesso anno. Ad agosto fu annunciata ufficialmente la nuova gravidanza dell'imperatrice: il 20 febbraio 1670 nacque un secondo maschio. Debolissimo alla nascita, fu subito battezzato Giovanni dalla levatrice stessa e già solo dopo un quarto d'ora morì.
Leopoldo I e la consorte confidarono sempre più nella loro profonda devozione e nel 1670 fecero un nuovo pellegrinaggio in Stiria per augurarsi la nascita di un altro bambino. Rimasta di nuova incinta, l'imperatrice abortì però nell'estate dello stesso anno, piombando nello sconforto. 

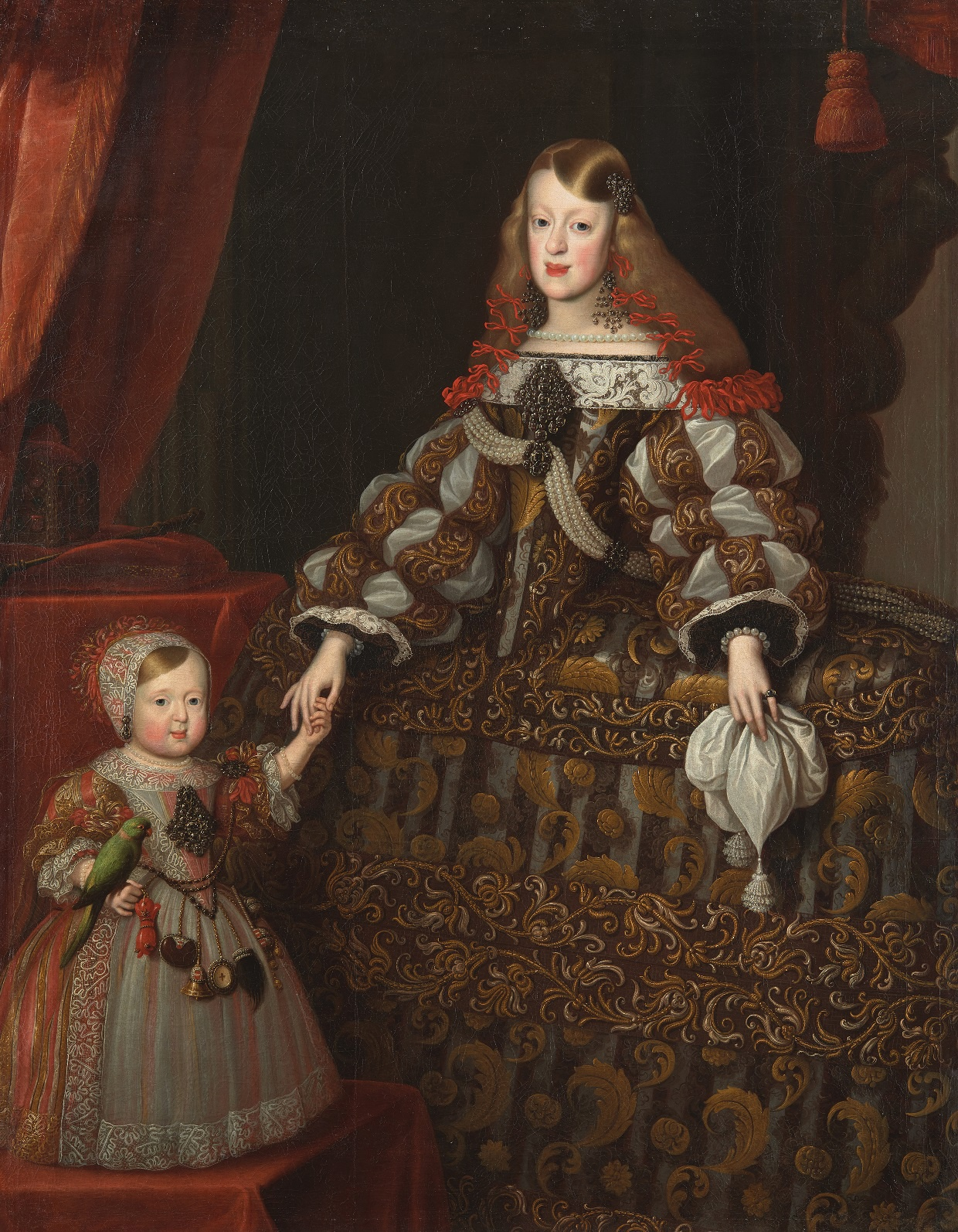
Jan Thomas van Ieperen,
L'imperatrice Margherita con la figlia Maria Antonia, 1670 ca.

Margherita era sempre più debole, la sua salute cagionevole e la sua complessione delicata: le numerose e difficoltose gravidanze ravvicinate non fecero che peggiorare le sue condizioni. Nel 1670 soffrì per numerosi mesi di una tosse persistente, finché non le apparve una massa tumorale nella gola. Una dama della regina di Francia Maria Teresa, sorellastra dell'imperatrice, in visita a Vienna, descrisse in questi termini l'imperatrice ammalata: «Una persona pallida e bionda, con capelli meravigliosi, occhi dolci e un naso ben fatto, il suo volto è un po' allungato, con le guance pendule, come le hanno la maggior parte delle principesse di questa Casa. La sua figura si è scarsamente sviluppata, al punto che è rimasta davvero minuta, e lo sfortunato risultato di un parto le ha causato un rigonfiamento nella gola, che nessuna abilità dei dottori riesce ancora a far decrescere».
A causa dell'inaccessibilità e dell'arroganza della cerchia spagnola della giovane imperatrice, si formò ben presto un partito anti-spagnolo nella corte viennese, ostile a Margherita ed apertamente speranzoso di una sua rapida morte, al fine di spianare la strada ad un secondo matrimonio dell'Imperatore e con l'augurio della nascita di un erede al trono. Quest'intollerabile situazione aggravò le condizioni della giovane, già indebolita dalle molte gravidanze. Nel clima di generale sconforto che pervadeva la corte, l'imperatrice sprofondò sempre più nella sua decisa e tenace devozione, sconfinando nel bigottismo e nell'intolleranza; si ritiene che anche su suo consiglio Leopoldo I si sia risolto nel 1670 all'espulsione degli ebrei da Vienna, ritenendoli responsabili del suo recente aborto.
Nel febbraio del 1671 Margherita abortì di nuovo. Durante l'anno rimase nuovamente incinta e da novembre, in vista del futuro parto, furono celebrate messe solenni in tutte le chiese. Il 9 febbraio 1672 l'imperatrice partorì per la quarta volta: di nuovo una femmina, che fu battezzata Maria Anna Apollonia Giuseppa Antonia Scolastica. La bambina però era, come i suoi fratelli, estremamente delicata e morì dopo pochi giorni. Margherita ne soffrì molto, dal momento che sembrava sempre più evidente che non riuscisse a partorire bambini sani e capaci di sopravvivere all'infanzia.

### Morte
Nell'agosto dello stesso anno fu annunciato che l'imperatrice era di nuovo incinta, ma le sue condizioni di salute non erano buone. Nel gennaio del 1673 ebbe alcune perdite di sangue e si temette per un altro aborto. A carnevale sembrò che Margherita si fosse ben ripresa e partecipò con gioia alle numerose feste del periodo pre-quaresimale, ma poche settimane dopo fu nuovamente ricoverata, afflitta da un catarro persistente: i medici temevano che la sua gola si potesse occludere.
Il 12 marzo 1673 l'imperatrice Margherita morì, a ventuno anni, lasciando l'imperatore Leopoldo nella più profonda costernazione. Da una lettera di un medico di corte si può leggere che l'imperatrice morì a causa di una congestione polmonare, causata dall'accumulo di catarro emorragico che Margherita non riusciva più a espettorare a causa della massa tumorale.

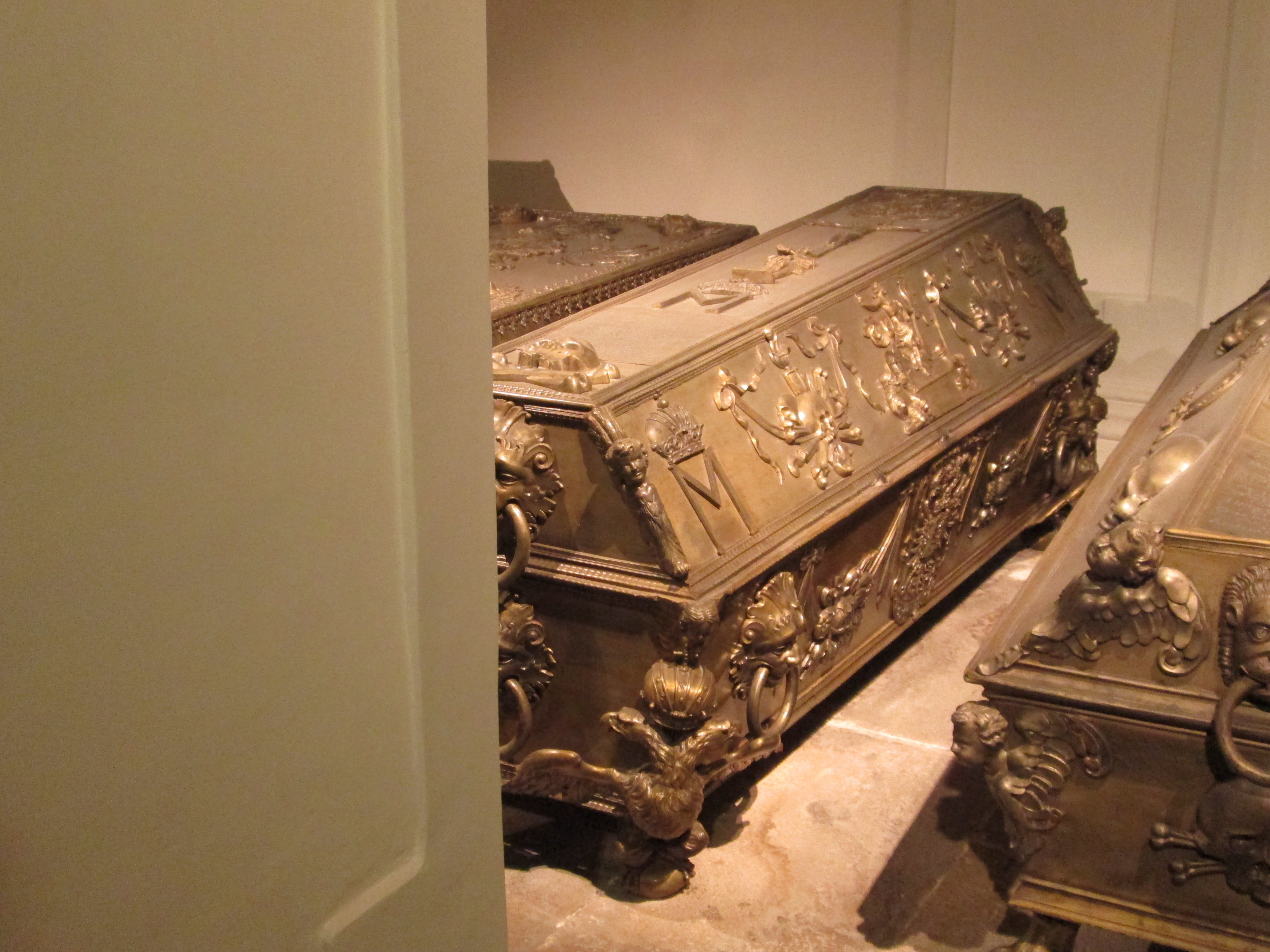
Bara dell'imperatrice Margherita nella Cripta Imperiale di Vienna

L'imperatore Leopoldo, sinceramente innamorato della moglie, fu costretto dalla ragion di Stato a contrarre subito nuove nozze, dal momento che non aveva ancora un erede: «In verità avrei preferito aspettare fino alla fine del primo anno di lutto, ma ciò non mi è permesso, così ho, secondo giustizia, anteposto il bene pubblico al mio dolore personale». Durante i preparativi delle nozze con l'arciduchessa Claudia Felicita d'Austria, Leopoldo I si recò a pregare nella Cripta dei Cappuccini e davanti alla tomba di Margherita esclamò: «Ah non tali, qua mea unica Margarita» (Ah nessuna è uguale alla mia unica Margherita/Perla). Ma anche Claudia Felicita, parimenti un Asburgo, riuscì a dare all'imperatore solo due bambine morte in fasce. Infine, morta anche la seconda moglie, Leopoldo si risolse a sposare una principessa di un'altra dinastia, Eleonora del Palatinato-Neuburg, che gli diede dieci figli, di cui sei raggiunsero l'età adulta (compresi due maschi).
Con la morte di Margherita, Leopoldo I fece sue le rivendicazioni della defunta moglie sull'eredità spagnola. A differenza della sua sorellastra Maria Teresa, moglie di Luigi XIV, la quale era stata costretta a rinunciare alle proprie pretese sul trono spagnolo, Margherita era stata espressamente mantenuta nei propri diritti, dando così modo agli austriaci di fondare le proprie pretese nella successiva guerra di successione spagnola. Negli anni precedenti alla morte di Carlo II di Spagna, che ormai palesemente non avrebbe avuto figli, si venne a creare la situazione in cui furono tre i pretendenti al suo trono: Filippo di Borbone, nipote del Re Sole e di Maria Teresa di Spagna, Carlo d'Austria, figlio di terzo letto di Leopoldo I e di Eleonora del Palatinato-Neuburg, e Giuseppe Ferdinando Leopoldo di Baviera, figlio dell'elettore Massimiliano II Emanuele di Baviera e di Maria Antonia d'Austria, l'unica figlia sopravvissuta di Margherita. In base al testamento di Filippo IV era quest'ultimo l'erede designato al trono dopo lo zio Carlo II, in quanto discendente diretto dell'infanta Margherita, e pertanto fu ufficialmente nominato Principe delle Asturie. Ma la sua morte prematura precedette quella di Carlo II e non poté impedire lo scoppio delle ostilità tra Francia e Austria alla morte dell'ultimo Asburgo di Spagna.

## Discendenza
Dal marito ebbe quattro figli nati vivi, oltre a subire due aborti spontanei. Inoltre, al momento della sua morte era incinta per la settima volta e prossima al parto.  
- Ferdinando Venceslao Michele Giuseppe Elzeario d'Austria (28 settembre 1667 - 13 gennaio 1668);
- Maria Antonia d'Austria (18 gennaio 1669 - 24 dicembre 1692). Sposò l'Elettore Massimiliano II Emanuele di Baviera;
- Giovanni Leopoldo d'Austria (20 febbraio 1670, morto alla nascita);
- Aborto (1670);
- Aborto (febbraio 1671);
- Maria Anna Giuseppa Apollonia Scolastica d'Austria (9 febbraio 1672 - 25 febbraio 1672).
- Bambino non nato. La gravidanza venne annunciata nell'agosto 1672, ma la madre morì prima di poter partorire nel marzo 1673.

## Ascendenza
|                             |                         |                             | Genitori                  |  |  | Nonni |  |  | Bisnonni             |  |  | Trisnonni         |  |
|                             |                         |                             |                           |  |  |       |  |  | Filippo II di Spagna |  |  | Carlo V d'Asburgo |  |
|                             |                         |                             |                           |  |  |       |  |  | Filippo II di Spagna |  |  | Carlo V d'Asburgo |  |
|                             |                         | Isabella d'Aviz             |                           |  |  |       |  |  | Filippo II di Spagna |  |  |                   |  |
| Filippo III di Spagna       |                         |                             |                           |  |  |       |  |  | Filippo II di Spagna |  |  |                   |  |
|                             |                         | Anna d'Austria              | Massimiliano II d'Asburgo |  |  |       |  |  |                      |  |  |                   |  |
|                             |                         | Anna d'Austria              | Massimiliano II d'Asburgo |  |  |       |  |  |                      |  |  |                   |  |
|                             |                         | Anna d'Austria              | Maria d'Asburgo           |  |  |       |  |  |                      |  |  |                   |  |
| Filippo IV di Spagna        |                         | Anna d'Austria              |                           |  |  |       |  |  |                      |  |  |                   |  |
|                             |                         | Carlo II d'Austria          | Ferdinando I d'Asburgo    |  |  |       |  |  |                      |  |  |                   |  |
|                             |                         | Carlo II d'Austria          | Ferdinando I d'Asburgo    |  |  |       |  |  |                      |  |  |                   |  |
|                             |                         | Carlo II d'Austria          | Anna Jagellone            |  |  |       |  |  |                      |  |  |                   |  |
| Margherita d'Austria-Stiria |                         | Carlo II d'Austria          |                           |  |  |       |  |  |                      |  |  |                   |  |
|                             |                         | Maria Anna di Baviera       | Alberto V di Baviera      |  |  |       |  |  |                      |  |  |                   |  |
|                             |                         | Maria Anna di Baviera       | Alberto V di Baviera      |  |  |       |  |  |                      |  |  |                   |  |
|                             |                         | Maria Anna di Baviera       | Anna d'Asburgo            |  |  |       |  |  |                      |  |  |                   |  |
| Margherita Teresa di Spagna |                         | Maria Anna di Baviera       |                           |  |  |       |  |  |                      |  |  |                   |  |
|                             | Ferdinando II d'Asburgo | Carlo II d'Austria          |                           |  |  |       |  |  |                      |  |  |                   |  |
|                             | Ferdinando II d'Asburgo | Carlo II d'Austria          |                           |  |  |       |  |  |                      |  |  |                   |  |
|                             | Ferdinando II d'Asburgo | Maria Anna di Baviera       |                           |  |  |       |  |  |                      |  |  |                   |  |
| Ferdinando III d'Asburgo    | Ferdinando II d'Asburgo |                             |                           |  |  |       |  |  |                      |  |  |                   |  |
|                             |                         | Maria Anna di Baviera       | Guglielmo V di Baviera    |  |  |       |  |  |                      |  |  |                   |  |
|                             |                         | Maria Anna di Baviera       | Guglielmo V di Baviera    |  |  |       |  |  |                      |  |  |                   |  |
|                             |                         | Maria Anna di Baviera       | Renata di Lorena          |  |  |       |  |  |                      |  |  |                   |  |
| Maria Anna d'Austria        |                         | Maria Anna di Baviera       |                           |  |  |       |  |  |                      |  |  |                   |  |
|                             |                         | Filippo III di Spagna       | Filippo II di Spagna      |  |  |       |  |  |                      |  |  |                   |  |
|                             |                         | Filippo III di Spagna       | Filippo II di Spagna      |  |  |       |  |  |                      |  |  |                   |  |
|                             |                         | Filippo III di Spagna       | Anna d'Asburgo            |  |  |       |  |  |                      |  |  |                   |  |
| Maria Anna di Spagna        |                         | Filippo III di Spagna       |                           |  |  |       |  |  |                      |  |  |                   |  |
|                             |                         | Margherita d'Austria-Stiria | Carlo II d'Austria        |  |  |       |  |  |                      |  |  |                   |  |
|                             |                         | Margherita d'Austria-Stiria | Carlo II d'Austria        |  |  |       |  |  |                      |  |  |                   |  |
|                             |                         | Margherita d'Austria-Stiria | Maria Anna di Baviera     |  |  |       |  |  |                      |  |  |                   |  |
|                             |                         | Margherita d'Austria-Stiria |                           |  |  |       |  |  |                      |  |  |                   |  |

## Galleria d'immagini

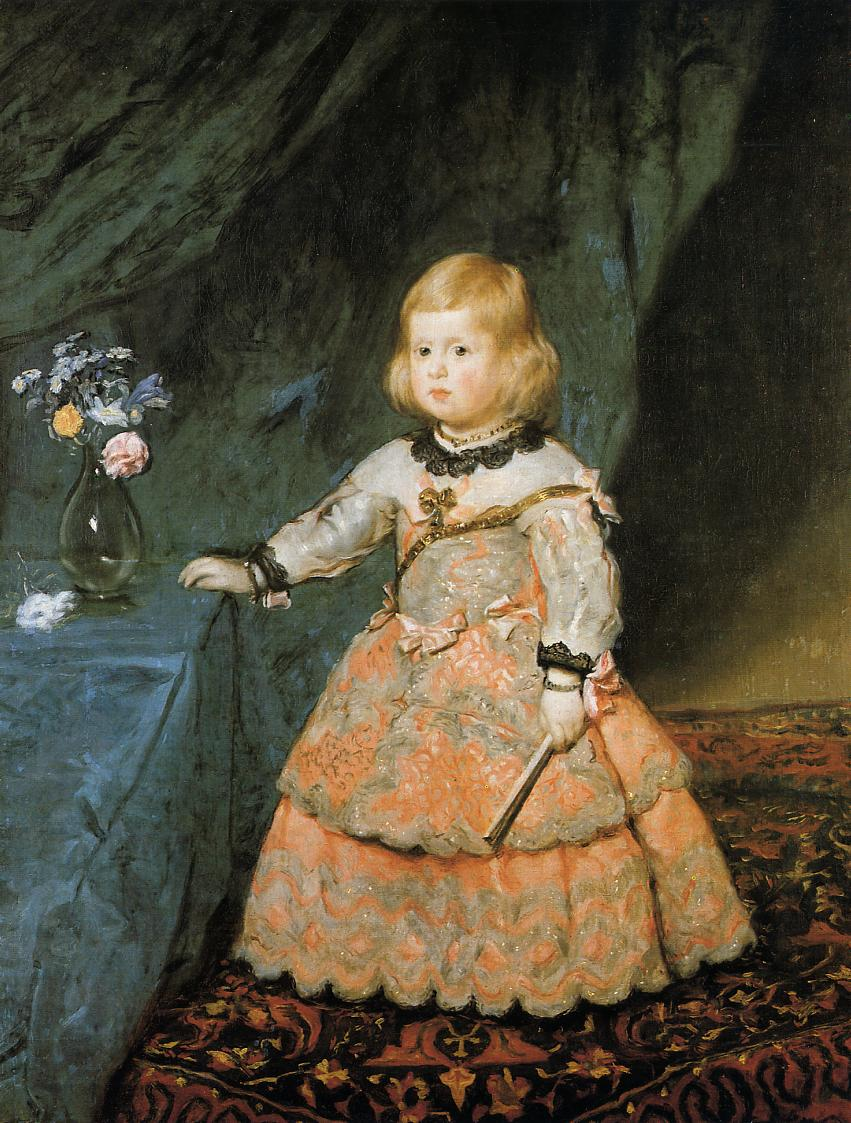
Diego Velázquez, L'infanta Margherita in abito rosa, 1653, Kunsthistorisches Museum.
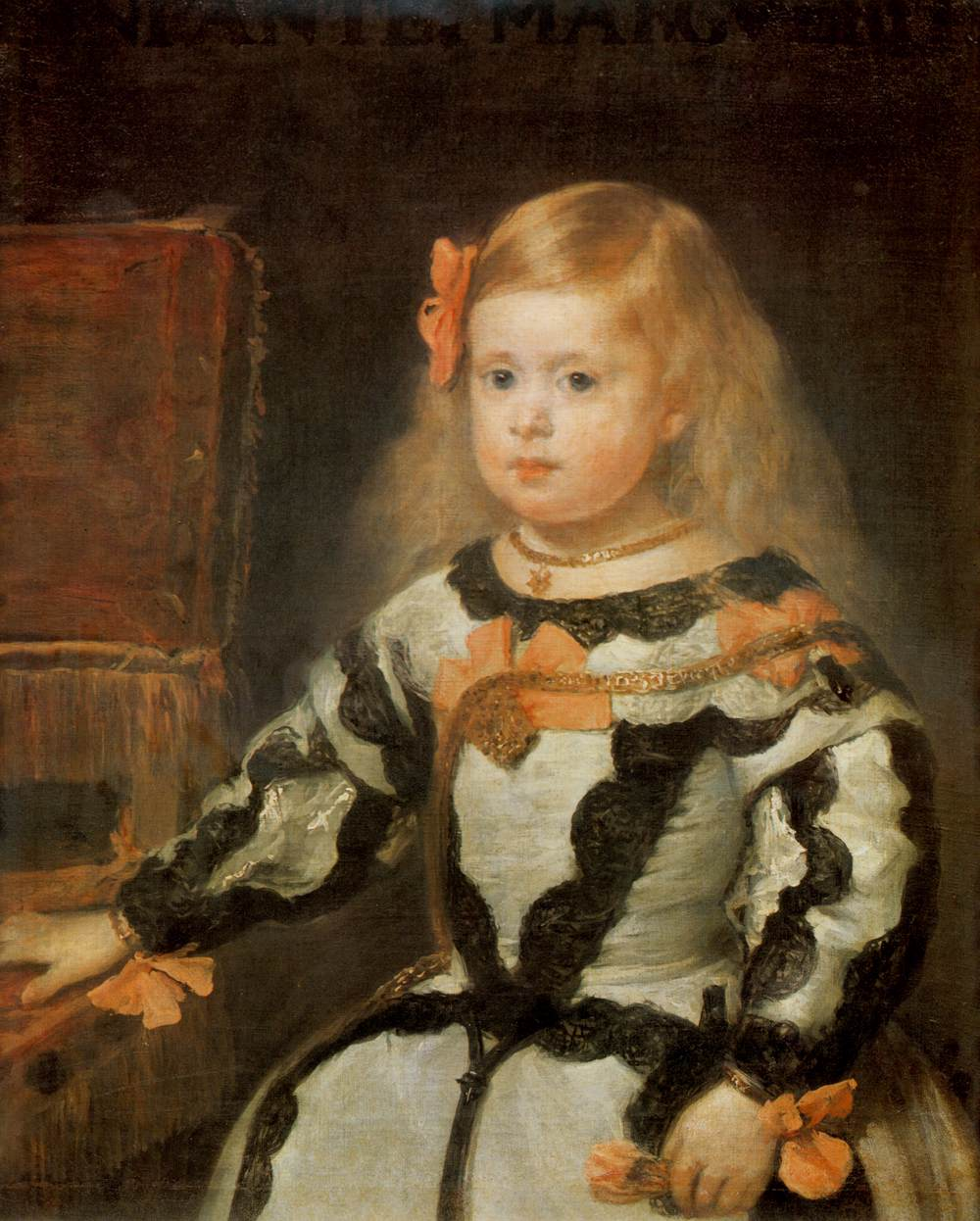
Diego Velázquez, L'infanta Margherita, 1654 ca., Musée du Louvre.
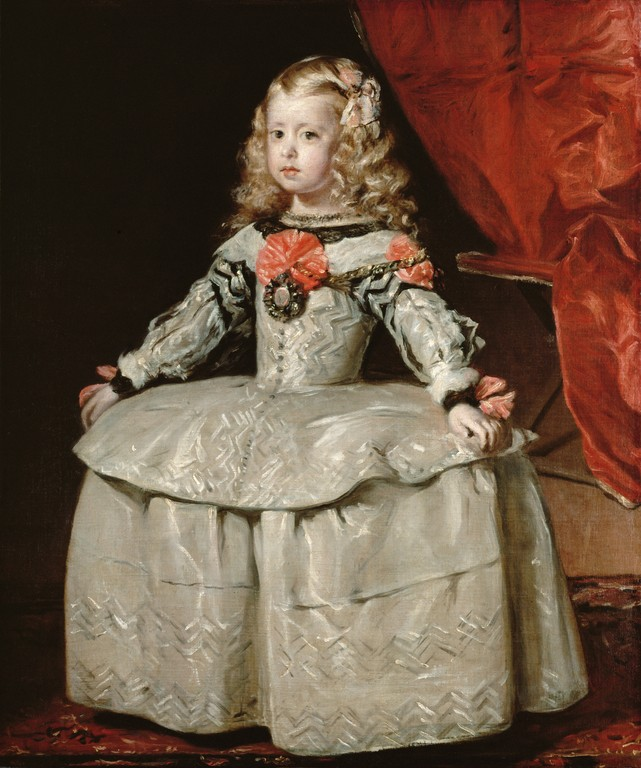
Diego Velázquez, L'infanta Margherita in abito bianco, 1656 ca., Kunsthistorisches Museum.
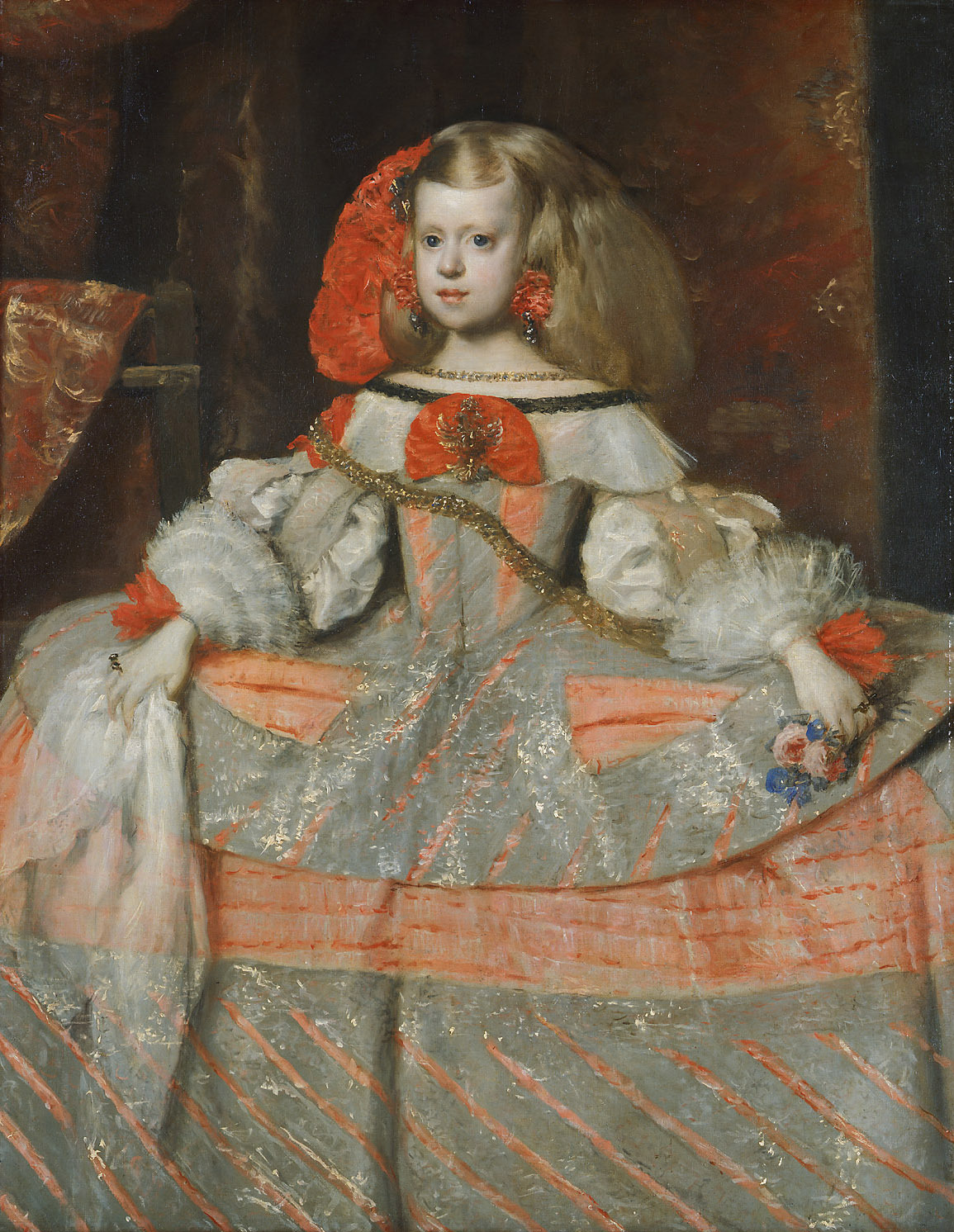
Scuola di Velázquez (attribuito a Juan Bautista Martínez del Mazo), L'infanta doña Margherita d'Austria, 1664 ca., Kunsthistorisches Museum.
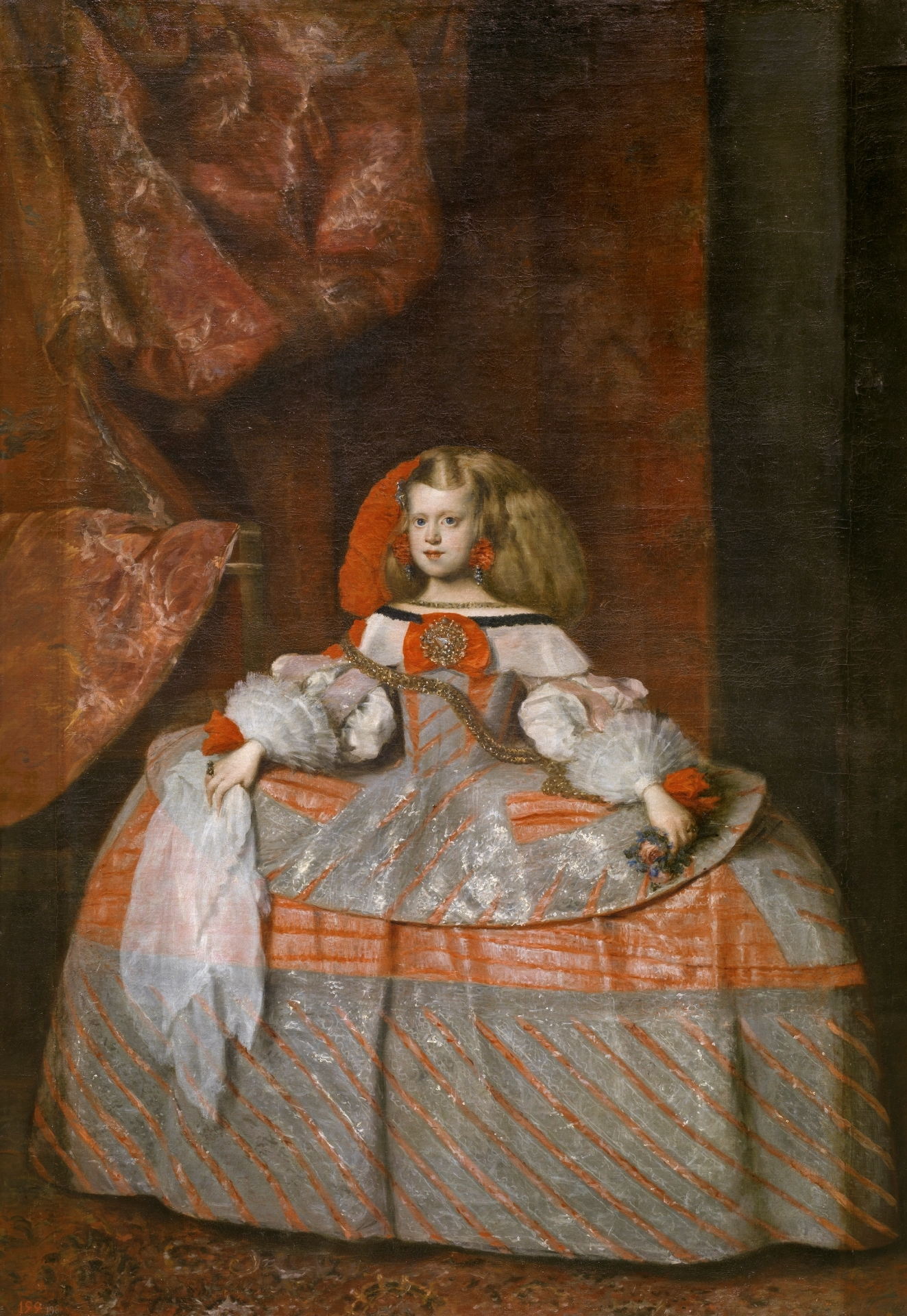
Juan Bautista Martínez del Mazo, L'infanta doña Margherita d'Austria, 1665 ca., Museo del Prado.